# یواس‌اس کالامازو (ای‌اوجی-۳۰)
یواس‌اس کالامازو (ای‌اوجی-۳۰) (به انگلیسی: USS Kalamazoo (AOG-30)) یک کشتی بود که طول آن 220 ft 6 in بود. این کشتی در سال ۱۹۴۴ ساخته شد.